# Мортон (Міссісіпі)
Мортон (англ. Morton) — місто (англ. city) в США, в окрузі Скотт штату Міссісіпі. Населення — 3711 особа (2020).

## Географія
Мортон розташований за координатами 32°21′1″ пн. ш. 89°39′17″ зх. д. / 32.35028° пн. ш. 89.65472° зх. д. (32.350342, -89.654691).  За даними Бюро перепису населення США в 2010 році місто мало площу 18,71 км², з яких 18,62 км² — суходіл та 0,09 км² — водойми.

## Демографія
Згідно з переписом 2010 року, у місті мешкали 3462 особи в 1133 домогосподарствах у складі 797 родин. Густота населення становила 185 осіб/км².  Було 1271 помешкання (68/км²).
Расовий склад населення:
| - 44,5 % — білих - 35,9 % — чорних або афроамериканців - 0,3 % — корінних американців - 0,1 % — вихідців з тихоокеанських островів - 0,1 % — азіатів - 16,8 % — осіб інших рас |

До двох чи більше рас належало 2,2 %. Частка іспаномовних становила 25,7 % від усіх жителів.
За віковим діапазоном населення розподілялося таким чином: 25,9 % — особи молодші 18 років, 61,5 % — особи у віці 18—64 років, 12,6 % — особи у віці 65 років та старші. Медіана віку мешканця становила 32,9 року. На 100 осіб жіночої статі у місті припадало 96,8 чоловіків;  на 100 жінок у віці від 18 років та старших — 94,5 чоловіків також старших 18 років.
Середній дохід на одне домашнє господарство  становив 38 023 долари США (медіана — 29 598), а середній дохід на одну сім'ю — 40 500 доларів (медіана — 30 688). Медіана доходів становила 24 737 доларів для чоловіків та 21 959 доларів для жінок. За межею бідності перебувало 29,6 % осіб, у тому числі 41,3 % дітей у віці до 18 років та 25,6 % осіб у віці 65 років та старших.
Цивільне працевлаштоване населення становило 1406 осіб. Основні галузі зайнятості: виробництво — 37,2 %, освіта, охорона здоров'я та соціальна допомога — 18,8 %, роздрібна торгівля — 10,9 %, будівництво — 10,5 %.